# Gesamtanlage Altstadt Fridingen
Die Gesamtanlage Altstadt Fridingen in Fridingen an der Donau im Landkreis Tuttlingen in Baden-Württemberg ist eine mittelalterliche Kleinstadt am Ufer der Donau.

## Beschreibung

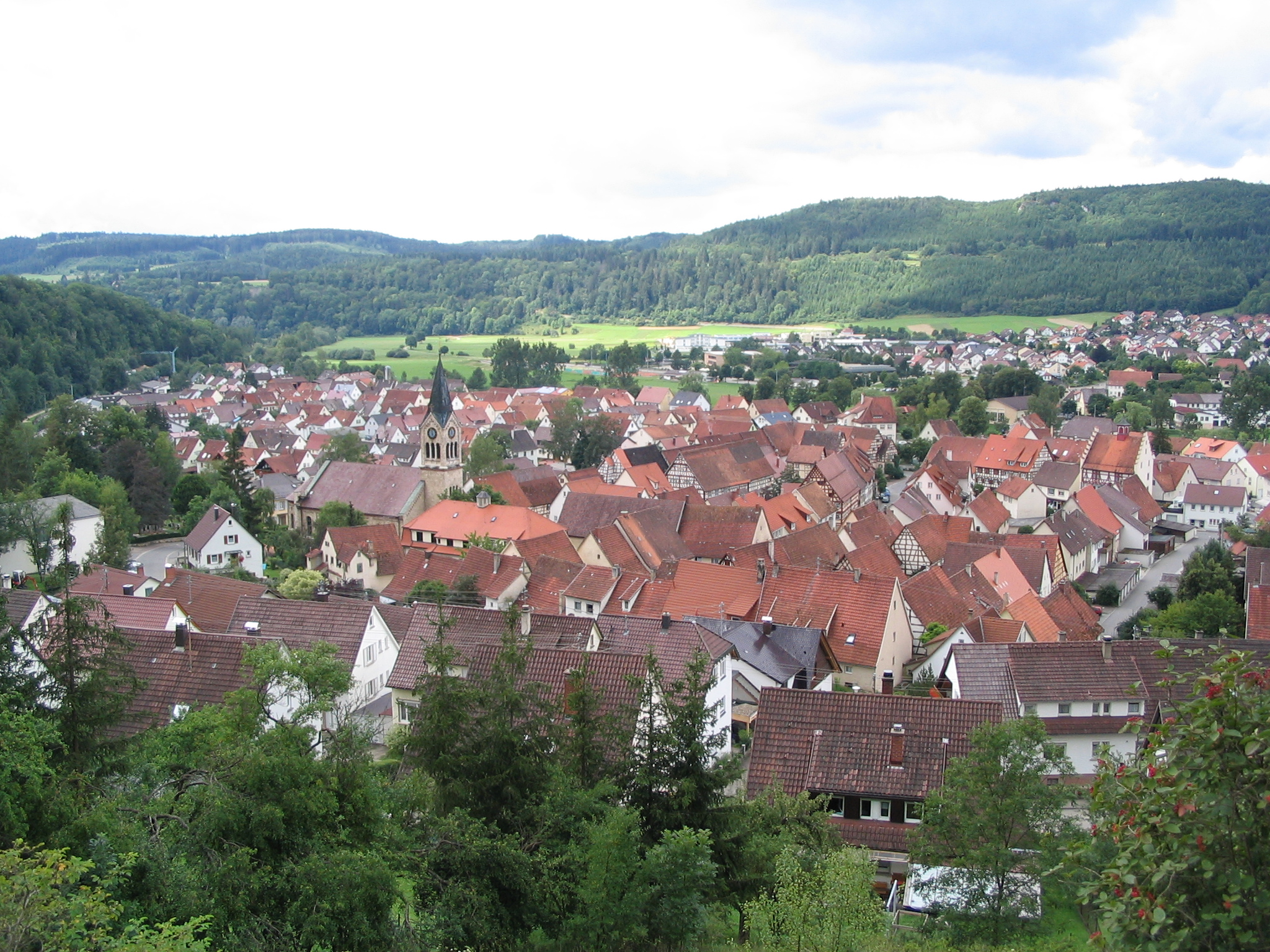
Fridingen (2006)

Fridingen entstand im Bereich einer seit Urzeiten genutzten Siedlungsstelle. Die Stadt entwickelte sich aufgrund ihrer topografisch peripheren Lage kaum weiter. Und so bewahrte sie sich ihre entstehungszeitliche Grundstruktur mit umlaufender Stadtmauer, einer durchlaufenden Hauptstraße und den beiden Herrschaftsbereichen, einerseits um das Schloss und andererseits um Rathaus bzw. Kirche. Die Stadtmauer hat sich in großen Teilen in den Rückseiten der Wohnstallhäusern erhalten, der ehemalige Graben ist als zugeschüttete Gartenfläche noch zu erkennen. Ein großer Bestand an spätmittelalterlichen Wohnhäusern mit kleiner seitlicher Ökonomie aus dem 16. Jahrhundert prägt das Bild der Stadt bis heute. Veränderungen durch Großbrände und Neubauten im 19. Jahrhundert definieren die heutigen Straßenräume und machen sowohl die Stadt- als auch Stadtbaugeschichte Fridingens nachvollziehbar. Bei dem ehem. Herrschafts- und Amtssitz mit spätmittelalterlichem Bestand an einfachen Handwerkerhäusern handelt es sich um eine Gesamtanlage gemäß § 19 Denkmalschutzgesetz, an deren Erhaltung ein besonderes öffentliches Interesse besteht.
Nach § 19 des Denkmalschutzgesetzes (DSchG) Baden-Württemberg können die Gemeinden Gesamtanlagen durch Satzung unter Denkmalschutz stellen. Nicht nur einzelne Kulturdenkmale sind hier geschützt, sondern der ganze Orts- bzw. Stadtkern mit seinem historischen Grundriss, den Straßen und Plätzen, Grün- und Freiflächen sowie der Gesamtheit der historischen Bausubstanz, an deren Erhaltung aus wissenschaftlichen, künstlerischen oder heimatgeschichtlichen Gründen ein besonderes öffentliches Interesse besteht. Die Altstadt von Fridingen ist seit 3. April 1984 eine geschützte Gesamtanlage.